# Обогащение золотоносных руд
Схемы и режимы обогащения золотоносных руд существенно зависят от их минерального состава, разрушенности, наличия или отсутствия примесей, которые осложняют извлечение золота, а также от размеров частичек золота.

## Малосульфидные коренные руды
Из малосульфидных коренных руд в зависимости от крупности золото обычно извлекается по одно- или двустадийной гравитационно-флотационной схеме в соединении с амальгамацией или цианизацией. Если в руде содержится достаточно крупное золото, то после первой стадии дробления используется гравитационное обогащение. Такая схема с использованием гравитационных процессов позволяет  извлечь до 80 % золота.
При цианизации отходов гравитационного обогащения извлечение золота повышается до 95 %. Однако цианизация неприемлема для руд, в которых содержатся углеродистые вещества, а также сульфиды меди и сурьмы. Кроме того, цианизацией не извлекается золото, которое тонко вкраплено в сульфидные минералы. В этом случае целесообразно применение флотации золота вместе с сульфидными минералами. При мелком и неравномерном вкраплении сульфидов и золота лучшие результаты могут быть получены при обогащении стадиальными флотационными схемами. Однако в случае получения отходов с содержанием золота выше отвального их подвергают гравитационному обогащению в гидроциклонах или в отсадочных машинах с возвратом песчаной фракции или концентрата в начало процесса или в самостоятельный цикл цианизации.

## Золото-пиритные руды
В золото-пиритных рудах тонкодисперсное золото обычно связано с пиритом, поэтому его выделяют флотацией вместе с пиритом. Для получения отходов с отвальным содержанием золота удлиняют фронт контрольной флотации с получением в каждой контрольной операции готового концентрата, который направляется на цианизацию. Если тонковкрапленное в пириты золото не извлекается цианизацией, флотационный концентрат перед цианизацией выжигают при температуре 650 – 700оС с получением пористого недогарка, который обеспечивает раскрытие зёрен золота. Иногда для уменьшения потерь золота с отвальными отходами применяют их цианизацию. Однако, если в руде есть свободное золото, при выжигании оно поглощается легкоплавкими компонентами руды и при дальнейшей цианизации не извлекается. В этом случае применяется схема, в которой цианизации подвергается гравитационный концентрат с растворением свободного золота. Отходы цианизации направляются на сульфидную флотацию с дальнейшим выжигом и цианизацией концентрата.

## Сульфидные золото-медные руды
В сульфидных золото-медных рудах золото находится не только в свободном состоянии, но и тонко вкраплено в сульфиды (в основном в халькопирит). В рудах кроме сульфидов меди обычно присутствуют пирит, арсенопирит, пирротин, которые также содержат золото, но в меньшем количестве, чем халькопирит. Такие руды после удаления из них свободного золота гравитационными процессами (отсадкой, обогащением на шлюзах) и измельчения до крупности 70 % класса – 0,2 мм направляются на І коллективную флотацию, куда подаются ксантогенат и сосновое масло. После измельчения отходов флотации до крупности 95 % класса – 0,2 мм из них отсадкой удаляется свободное золото, а слив классификации идёт на ІІ коллективную флотацию, которая также проводится с ксантогенатом и сосновым маслом.
Коллективный концентрат после очистных операций направляется на медную флотацию, где производится депрессия пирита известью, но при пониженной щёлочности, потому что в сильнощелочной среде депрессуется золото. Полученный золото-медный концентрат после обезвоживания и сушки направляется на медеплавильный завод. Благородные металлы при электролитическом переделе черновой меди, которая создаётся при плавке, переходит в электролитические шламы, из которых благородные металлы извлекаются на специальных заводах. Пиритный концентрат направляется на цианизацию для извлечения золота, содержащегося в нём. Общее извлечение золота по такой схеме составляет 90 – 91 %.

## Золото-мышьяковые руды
Золото-мышьяковые (золото-арсеновые) руды являются наиболее тяжёлым объектом обогащения, потому что могут содержать до 10 % мышьяка в виде арсенопирита со значительным количеством золота тонкого, почти эмульсионного вкрапления. Кроме арсенопирита в рудах обычно содержится халькопирит. Эти руды очень трудно обогащаемы из-за наличия в них углистых сланцев.
Обогащение золото-мышьяковых руд производится по комбинированной гравитационно-флотационной схеме. После выделения из выходной руды отсадкой с очисткой на концентрационных столах гравитационного концентрата отходы гравитационного цикла направляются на флотацию с выделением коллективного концентрата.
Особую сложность при флотации сульфидов представляют углеродистые вещества, которые переходят в концентрат и значительно повышают их выход, но снижают содержание золота. Кроме того, эти концентраты в дальнейшем не могут перерабатываться цианизацией, потому что углистые сланцы являются сорбентом золото-цианистого комплекса. В этом случае углистый концентрат из коллективного концентрата выделяют с добавлением извести, вспенивателя Т-66 и керосина, а отходы флотации углистых сланцев с добавлением медного купороса разделяют на золото-пиритный и золото-арсеновый концентраты.

## Полиметаллические руды
В полиметаллических рудах золото обычно находится в тонкодисперсном состоянии в сульфидных минералах, в первую очередь в пирите и халькопирите, реже в галените и сфалерите, и, кроме того, может находиться в свободном состоянии.
Технология извлечения золота из полиметаллических руд состоит из улавливания свободного золота в цикле измельчения и более полного его извлечения с концентратами, в которых оно связано с основными ценными компонентами.